# Den, der lever stille
Den, der lever stille er en roman skrevet af Leonora Christina Skov i 2018. Romanen sikrede i 2019 forfatteren De Gyldne Laurbær, der tildeles af de danske boghandlere.
Da Leonora Christina Skov mistede sin mor, valgte hun at skrive en roman om sig selv og sit liv. Bogen handler om en ung pige, der vokser op og forsøger at gøre sine forældre stolte. Læseren følger fortælleren i ungdomsårene, hvor hun er en ung og håbefuld litteraturstuderende, der flytter til København for at genfinde sig selv i et nyt miljø.
Bogen blev positivt modtaget blandt både anmeldere og læsere. Bogen er indtalt som lydbog af forfatteren selv Arkiveret 4. december 2019 hos  Wayback Machine.